# Дания на летних Олимпийских играх 1896
Дания впервые участвовала на летних Олимпийских играх 1896 и была представлена четырьмя спортсменами в шести видах спорта. По итогам соревнований команда заняла девятое место в общекомандном медальном зачёте.

## Медалисты

### Золото
| Золото |              |                                        |
| №      | Спортсмены   | Вид спорта (дисциплина)                |
| 1      | Вигго Йенсен | Тяжёлая атлетика (толчок двумя руками) |

### Серебро
| Серебро |                 |                                       |
| №       | Спортсмены      | Вид спорта (дисциплина)               |
| 1       | Хольгер Нильсен | Стрельба (пистолет, 30 метров)        |
| 2       | Вигго Йенсен    | Тяжёлая атлетика (толчок одной рукой) |

### Бронза
| Бронза |                 |                                           |
| №      | Спортсмены      | Вид спорта (дисциплина)                   |
| 1      | Вигго Йенсен    | Стрельба (армейская винтовка, 300 метров) |
| 2      | Хольгер Нильсен | Стрельба (скоростной пистолет, 25 метров) |
| 3      | Хольгер Нильсен | Фехтование (сабля)                        |

## Результаты соревнований

### Лёгкая атлетика
| Соревнование  | Спортсмены      | Предварительный раунд | Предварительный раунд | Финал      | Финал     |
| Соревнование  | Спортсмены      | Результат             | Место                 | Результат  | Место     |
| ------------- | --------------- | --------------------- | --------------------- | ---------- | --------- |
| 100 метров    | Ойген Шмидт     | неизвестен            | 4                     | не прошёл  | не прошёл |
| Толкание ядра | Вигго Йенсен    |                       |                       | неизвестен | 4         |
| Метание диска | Вигго Йенсен    |                       |                       | неизвестен | 5-9       |
| Метание диска | Хольгер Нильсен |                       |                       | неизвестен | 5-9       |

### Плавание
| Соревнование              | Спортсмен              | Финал      | Финал |
| Соревнование              | Спортсмен              | Результат  | Место |
| ------------------------- | ---------------------- | ---------- | ----- |
| 100 метров вольным стилем | 1 неизвестный датчанин | неизвестен | 3-13  |

### Спортивная гимнастика
| Соревнование      | Спортсмены   | Финал | Результат  |
| ----------------- | ------------ | ----- | ---------- |
| Лазание по канату | Вигго Йенсен | 4     | неизвестен |

### Стрельба
Спортсменов — 3
| Соревнование                   | Спортсмен       | Финал      | Финал |
| Соревнование                   | Спортсмен       | Результат  | Место |
| ------------------------------ | --------------- | ---------- | ----- |
| Армейская винтовка, 200 метров | Вигго Йенсен    | 1640       | 6     |
| Армейская винтовка, 200 метров | Ойген Шмидт     | 845        | 12    |
| Армейская винтовка, 200 метров | Хольгер Нильсен | DNF        | —     |
| Армейская винтовка, 300 метров | Вигго Йенсен    | 1305       | 3     |
| Армейский пистолет, 25 метров  | Хольгер Нильсен | неизвестен | 5     |
| Скоростной пистолет, 25 метров | Хольгер Нильсен | неизвестен | 3     |
| Пистолет, 50 метров            | Хольгер Нильсен | 285        | 2     |

### Тяжёлая атлетика
| Соревнование        | Спортсмены   | Финал     | Финал |
| Соревнование        | Спортсмены   | Результат | Место |
| ------------------- | ------------ | --------- | ----- |
| Толчок двумя руками | Вигго Йенсен | 111,5 кг  | 1     |
| Толчок одной рукой  | Вигго Йенсен | 57,0 кг   | 2     |

### Фехтование
| Соревнование | Спортсмен       | У  | ПУ | В | П | Место |
| ------------ | --------------- | -- | -- | - | - | ----- |
| Сабля        | Хольгер Нильсен | 10 | 9  | 2 | 2 | 3     |

| Поединок | Победитель                | Счёт | Проигравший            |
| -------- | ------------------------- | ---- | ---------------------- |
| 3        | Телемахос Каракалос (GRE) | 3-2  | Хольгер Нильсен (DEN)  |
| 5        | Хольгер Нильсен (DEN)     | 3-1  | Георгиос Ятридис (GRE) |
| 8        | Иоаннис Георгиадис (GRE)  | 3-2  | Хольгер Нильсен (DEN)  |
| 10       | Хольгер Нильсен (DEN)     | 3-2  | Адольф Шмаль (AUT)     |